# Світлиця

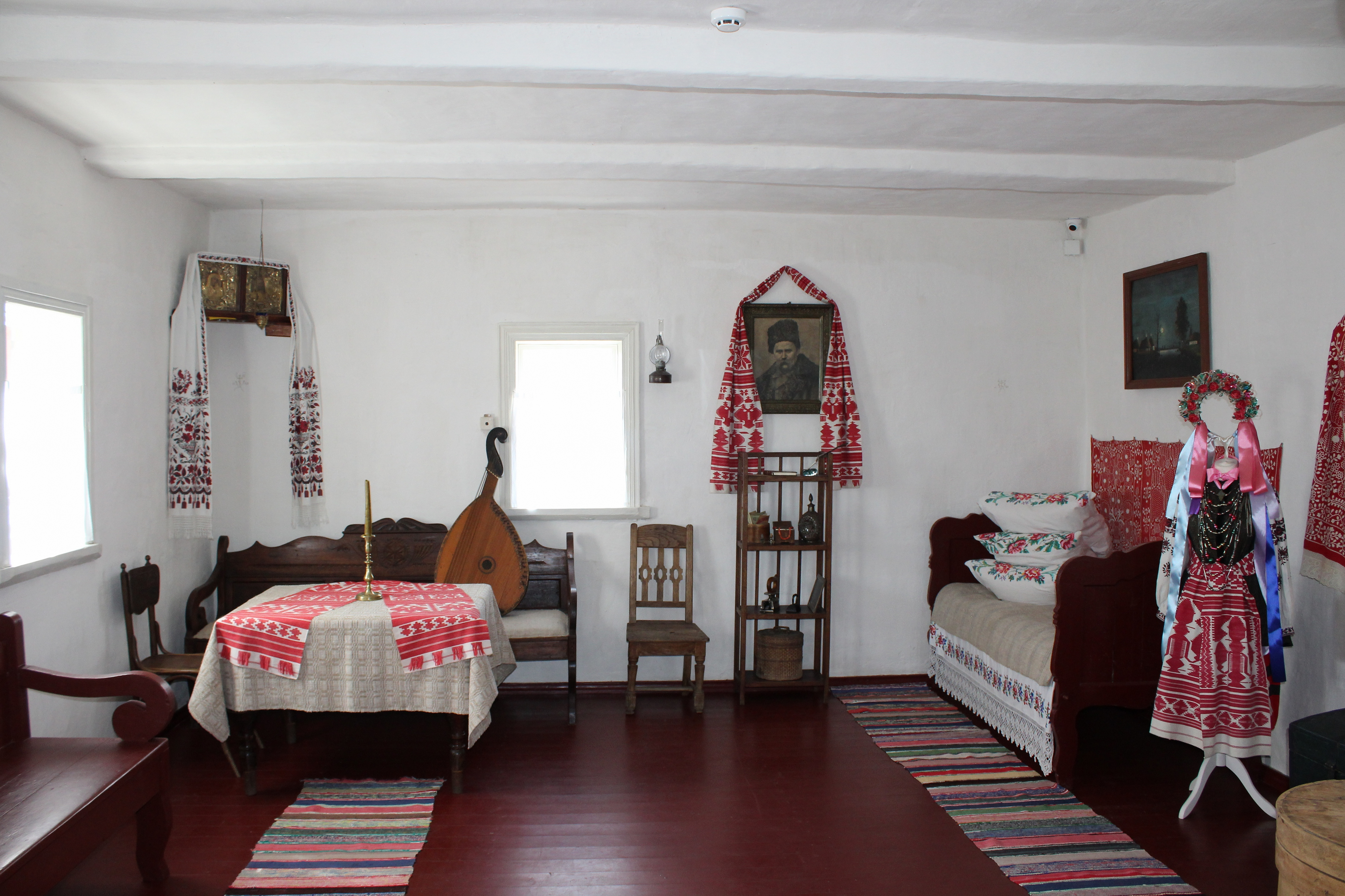
Світлиця в традиційній українській хаті

Світли́ця — кімната; невелика кімната у верхній частині будинку; парадна кімната в будинку; головна кімната української оселі, горниця, вітальня. Історично світлицею називали верхнє приміщення у середньовічній житловій будівлі, зазвичай неопалюване, яке призначалося для чистих жіночих занять (рукоділля тощо), мало окремий вхід з ґанком і сходами.
Стіни забудови замку складалися із пустотілих та засипаних землею городен. У пустотілих городнях на рівні землі знаходились:
|                                                                    | \| «светлицы, а сени по пяти сажон, также подле светлицы еще комора».[3] \| |
| «светлицы, а сени по пяти сажон, также подле светлицы еще комора». |                                                                             |

Ще більше приміщень знаходилось на другому поверсі: 
| | \| «на подърусех сени, а светлица и комора на 3 сажъни, с коморы тое светлица другая поболша, против тое светлицы сени, а подле сени тое светлица полъпята саженя, сени пред нею таковаж, подле сени тоя комора поменша».[3] \| |
| «на подърусех сени, а светлица и комора на 3 сажъни, с коморы тое светлица другая поболша, против тое светлицы сени, а подле сени тое светлица полъпята саженя, сени пред нею таковаж, подле сени тоя комора поменша». | |

У пізніший період світлиця — кімната в українському житловому будинку, призначена для прийому гостей. Бере початок з парадної кімнати в хоромах часів Русі.

## Світлиця і горниця
Горниця — гарно прибрана кімната.
Слова «світлиця» і «горниця» часто вживають як синоніми. Але певна різниця між ними існує. Словом «горниця» («гірниця») історично називалося приміщення на підклітті, другому поверсі дому. Праслов'янське *gorьnica утворене від gorьnъ — «верхній», «горній» (пор. «горище»). У горниці, на відміну від підкліття, було кілька вікон. Якщо вікна влаштовували у 3-4 стінах, таку горницю називали світлицею.